# 9442 Beiligong
9442 Beiligong este o planetă minoră (asteroid), cu un diametru de 6,676 km, din centura de asteroizi. A fost descoperită pe 2 aprilie 1997 la Xinglong Station⁠(d) de Beijing Schmidt CCD Asteroid Program⁠(d) și a fost numită după Beijing Institute of Technology⁠(d). 
Obiectul prezintă o orbită caracterizată de o semiaxă mare de 2,5951828 UAi, o excentricitate de 0,19, o înclinație de 14,12088 ° în raport cu ecliptica.